# Miroslav (Stadt)

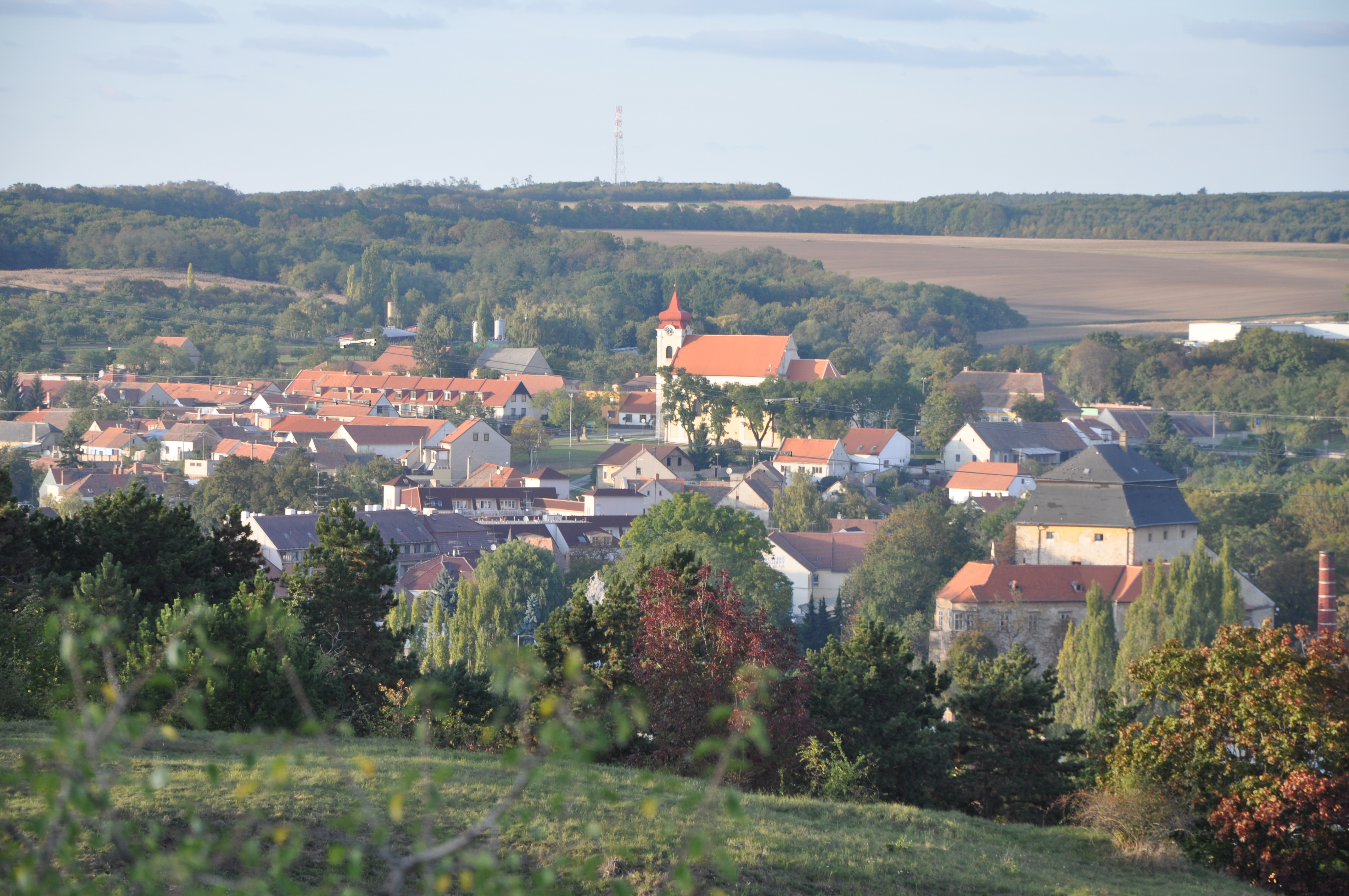
Blick von Süden auf die Stadt

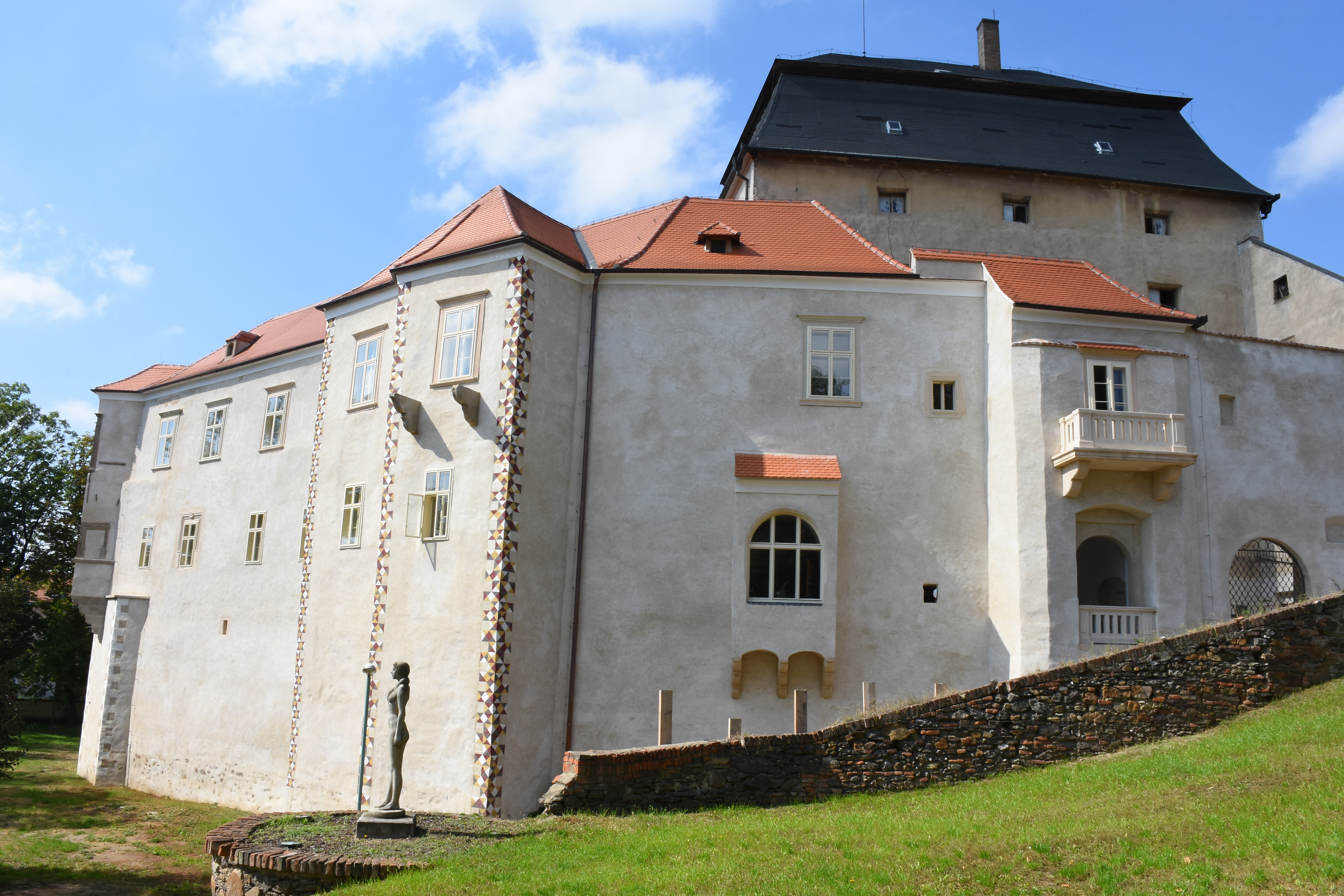
Schloss Miroslav

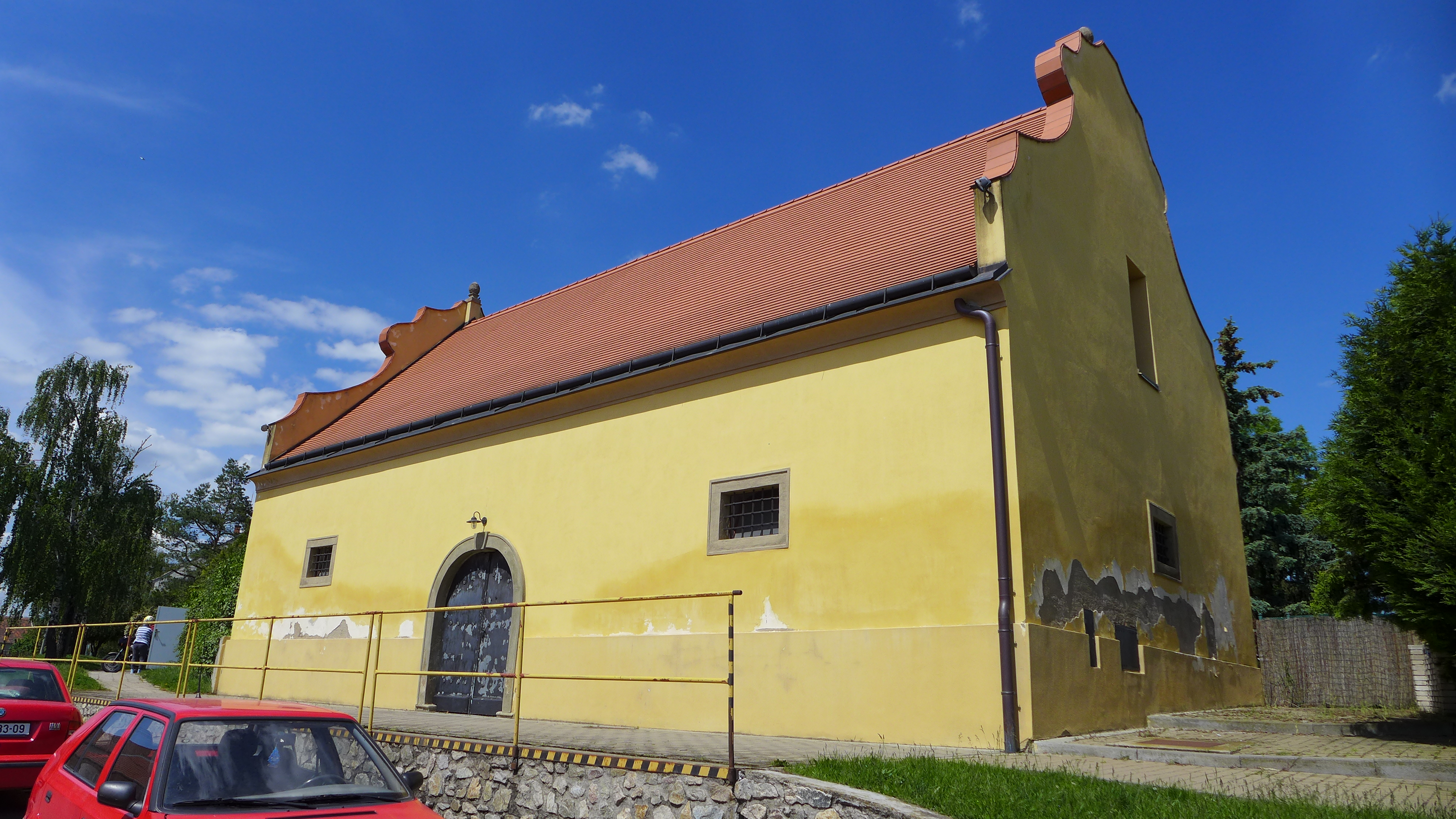
Weinkeller

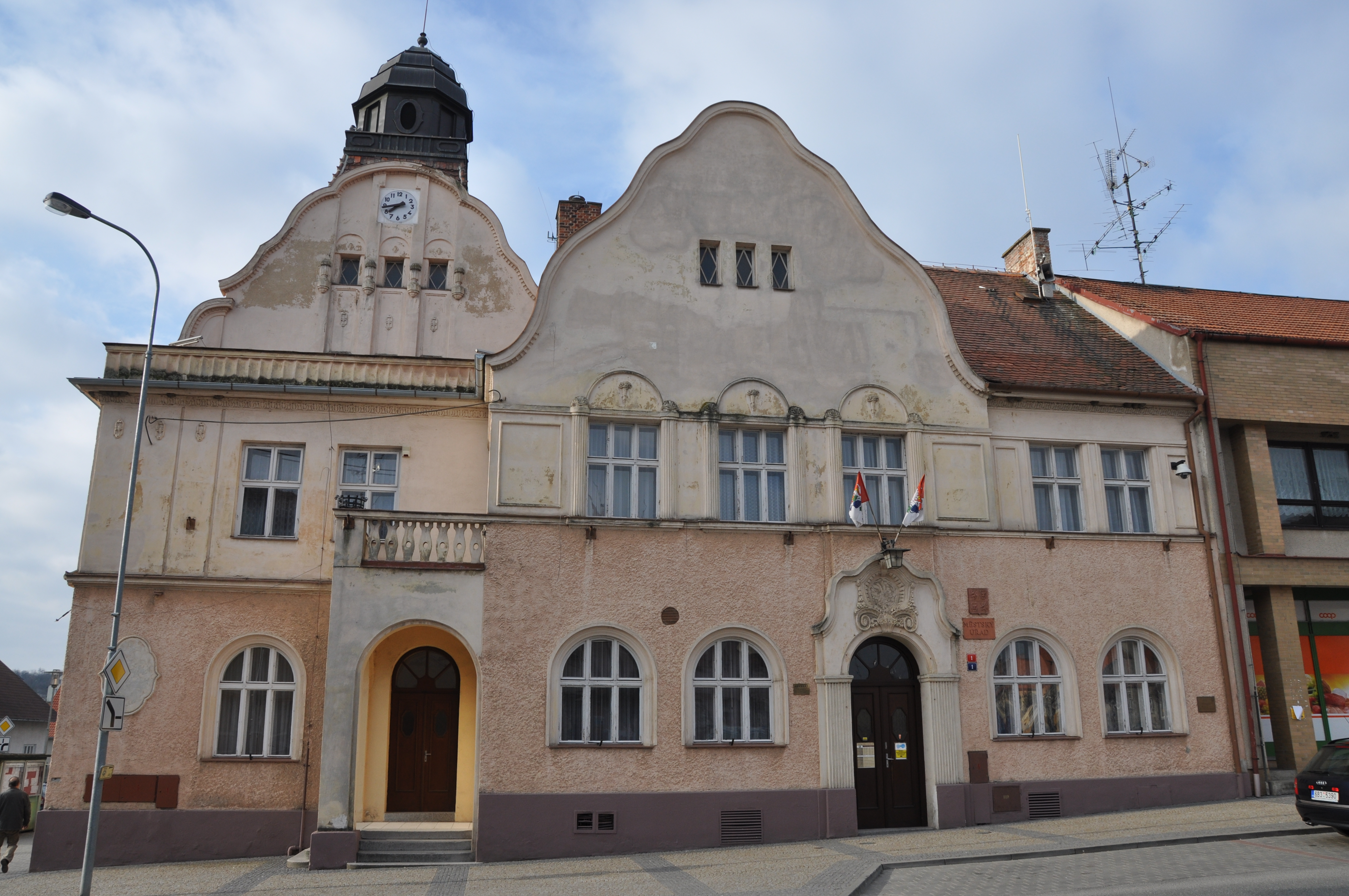
Rathaus

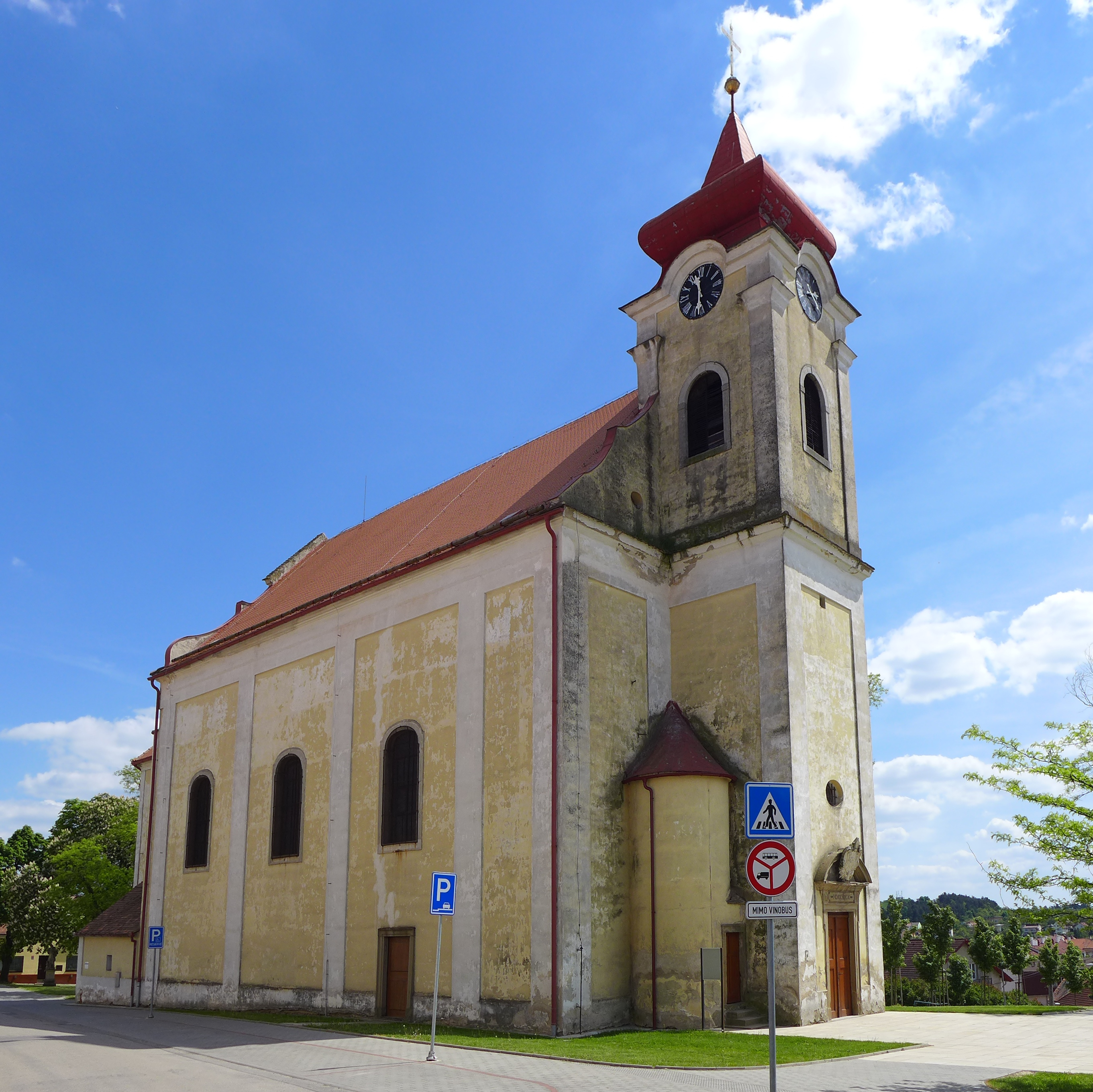
Kirche St. Peter und Paul

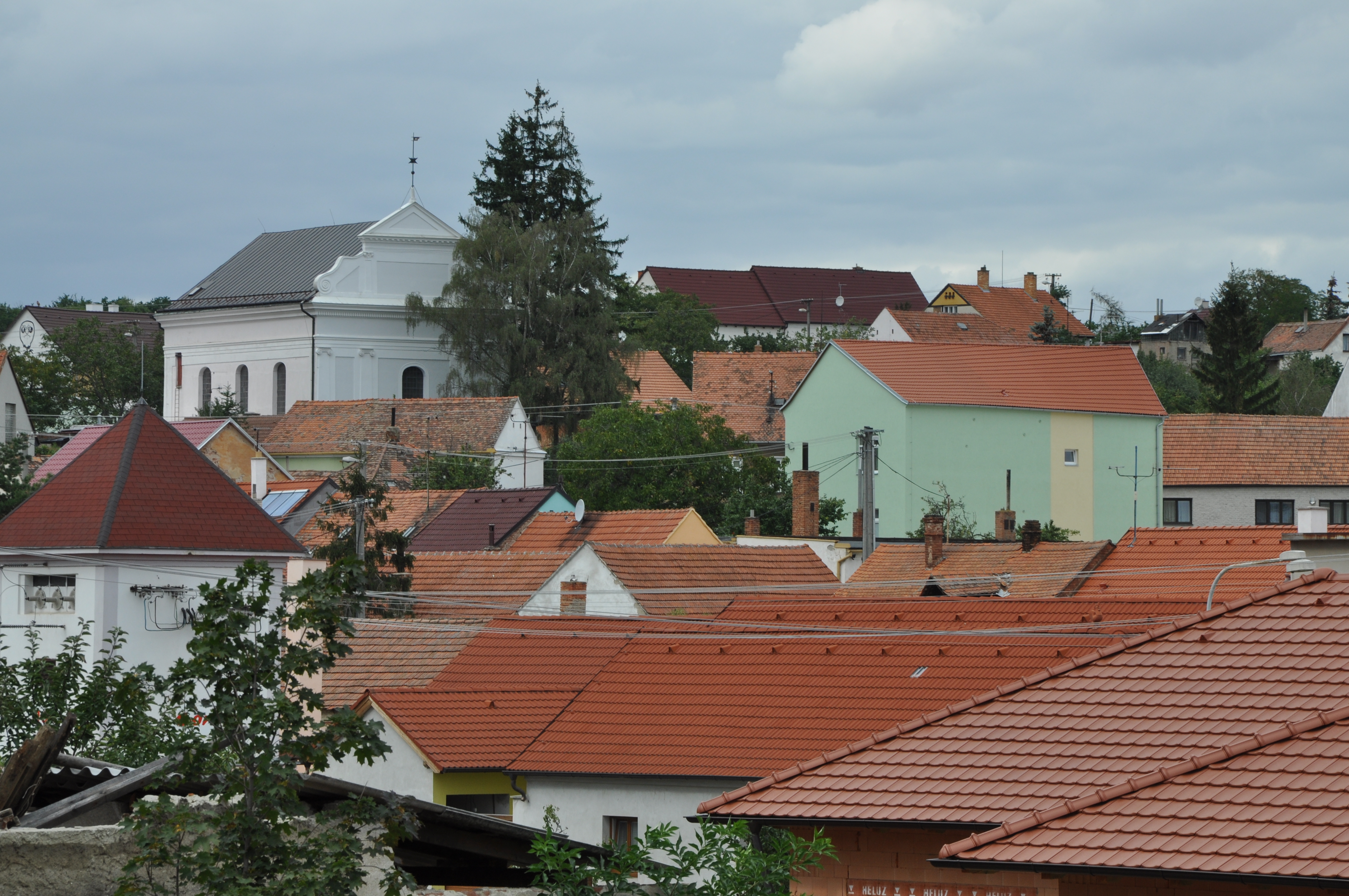
Blick von Václavov zur Evangelischen Kirche

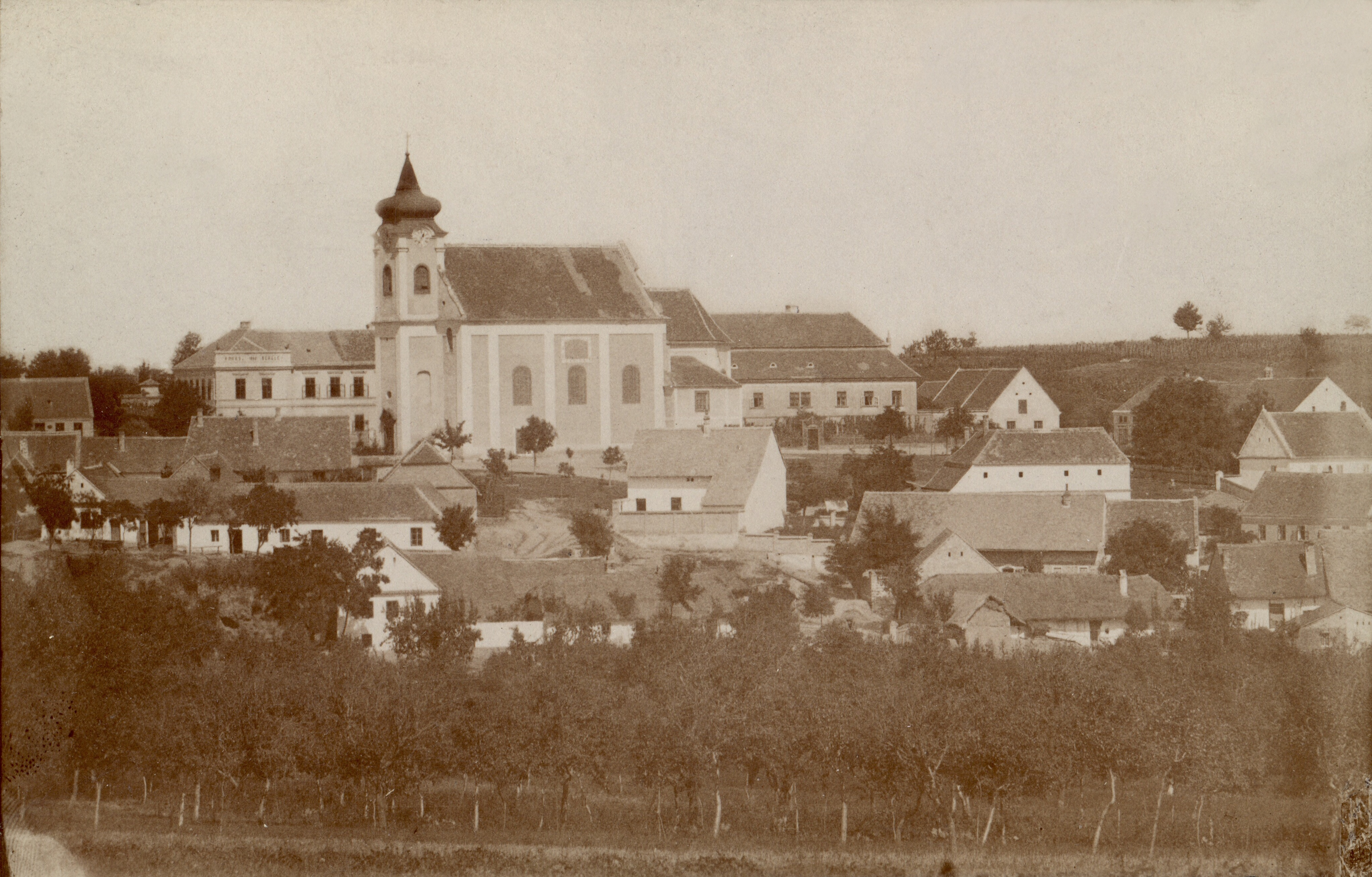
Stadtansicht, vor 1895

Miroslav (deutsch  Mißlitz) ist eine Stadt im Okres Znojmo (Bezirk Znaim), Jihomoravský kraj (Region Südmähren) in der Tschechischen Republik. Sie liegt 22 Kilometer nordöstlich von Znojmo (Znaim).

## Geographie
Die südmährische Weinstadt wird umgeben von den sanften Hügeln der Miroslavská hrásť (Mißlitzer Horst), die als Weinberge dienen. Die gegen Süden gelegenen Hügel wurden wegen ihrer Vielfalt von 342 Pflanzenarten zum Naturdenkmal Miroslavské kopce erklärt. Markantester der Hügel ist der 300 m hohe Markův kopec (Markusberg) unmittelbar südlich der Stadt. In Miroslav entspringt das Flüsschen Miroslavka (Damitzbach). Durch die Stadt verläuft die Staatsstraße II/400, die von der Staatsstraße 53 in Richtung Moravské Budějovice führt.
Nachbarorte sind Miroslavské Knínice (Deutsch Knönitz) im Norden, Našiměřice (Aschmeritz) im Nordosten, Suchohrdly (Socherl) im Osten, Damnice (Damitz) im Südosten, Kašenec (Kaschnitzfeld) im Süden, Hostěradice (Hosterlitz) im Westen sowie Míšovice (Nispitz) und Kadov (Kodau) im Nordwesten.

## Geschichte
Der erste urkundliche Nachweis über den Ort Mitterdorf stammt von 1222, als Ottokar I. Přemysl und Konstanze von Ungarn den Weinzehnt dem Kloster Raigern stifteten. Das Dorf ist seit 1239 als Pfarrort belegt. 1332 sind erste Juden in dem Ort nachweisbar. 1384 wurde die Wasserfeste Myroslawa erstmals erwähnt, die Sitz des Adelsgeschlechts von Mirslavs und Myslibořic war. Im Jahre 1387 verkauften Sigmund und Hartleb von Myslibořic das Gut an Hans von Hardegg, der es umgehend an seinen Neffen Johann von Kozy abtrat. Wenig später erwarb Hans von Hardegg das Gut zurück und kaufte 1390 noch Wenzelsdorf hinzu; nach seinem Tode fiel es an den Landesherren heim. Markgraf Jobst von Mähren schenkte das Gut 1398 dem Wilhelm von Landstein für treue Dienste. Zugunsten dessen minderjährigen Erben wurde das Gut Myroslawa 1407 an die Kinder des Marquard Hadač von Duban verkauft, die es teilten. Die Dörfer Mitterdorf und Weizendorf erhielt Margarethe von Duban; die Feste Myroslawa mit Pemdorf deren Schwestern Lyda und Ursula, die ihren Ehemänner Konrad und Bohunek von Wratišow darauf in Gemeinschaft nahmen. Im Laufe des 15. Jahrhunderts erfolgten zahlreiche Besitzerwechsel, die beiden Anteile wurde wieder vereint. Zwischen 1497 und 1569 gehörte die Feste Myroslawa den Valecký von Mirov. Während dieser Zeit erfolgte der Umbau der Feste zum Schloss. 1533 erhob Ferdinand I. Misliz zum Markt und erteilte ein Wappen. Da im Jahre 1454 Ladislaus Postumus alle Juden aus den königlichen Städten Olmütz, Brünn, Znaim, Iglau und Neustadt vertrieben wurden, zogen viele von diesen nach Misliz. Einen großen Bevölkerungsanteil, der zeitweilig die Hälfte ausmachte, bildeten seit dem 15. Jahrhundert die Juden. Es entstand die Judenstadt. Im Jahre 1565 bildeten die Orte Böhmdorf, wo die Pfarre stand, und Mitterdorf gemeinsam den Marktflecken Misliz. Jiří Valecký von Mírov tauschte 1569 das Gut Misliz mit den Märkten Mitterdorf, Olbramovice und Kubšice, den Dörfern Pemdorf, Suchohrdly, Šumice, Damnice und Lidměřice, sowie den wüsten Dörfern Polekovice, Hlavatice und Újezd bei Wenzel Hodický von Hoditz gegen das Gut Hostim ein. Während der Zeit der Reformation im 16. Jahrhundert wurde Mißlitz protestantisch. Erst während des Dreißigjährigen Krieges wurde durch die Jesuiten das Städtchen wieder katholisch. Während des Krieges selbst wurde die Stadt im Jahre 1619 von den Kaiserlichen unter Heinrich von Dampierre und 1645 von den Schweden unter Lennart Torstensson geplündert und gebrandschatzt.
Nach der Schlacht am Weißen Berg wurde der Besitz des Aufständischen Hynko Hoditz von Hoditz konfisziert; für 30.000 Gulden erwarb Georg von Náchod und Lichtenburg im Jahre 1626 die Herrschaft Mislitz. Dessen Sohn Ferdinand Leopold verkaufte die Herrschaft 1661 für 48.000 Rheinische Gulden an Rudolf von Kaunitz. Nachfolgende Besitzer waren Rudolf Heinrich von Schaumburg und ab 1687 dessen Sohn Hannibal. Dessen Witwe Maria Katharina verkaufte im Januar 1692 einen aus dem Markt Mislitz (Mitterdorf und Böhmdorf mit Schloss Miroslaw), dem Dorf Wenzelsdorf, einem Meierhof, einer Schäferei, Weingarten und Maut bestehenden Teil der Herrschaft für 35.300 Rheinische Gulden an Ferdinand von Morzin, der diesen im September 1692 zum Kaufpreis an das Stift Bruck, das dafür zum Verkauf der Güter Althart und Klupitz verpflichtet wurde, weiterveräußerte. Das Stift vereinigte das zu seiner Gründungsdotation gehörige Gut Lodenitz mit Mislitz und hielt die Herrschaft bis zur Säkularisation im Jahre 1784. Das Städtchen Mislitz führte seit 1695 eigene Matriken. Eine Pestepidemie im Jahre 1696 forderte viele Opfer in der Stadt. Alleine in den Jahren 1763, 1776, 1794, 1798 und 1799 wüteten große Brände in dem Städtchen und verursachten schwere Schäden. Ab dem Jahr 1784 erhielt das Städtchen das Recht auf einen dritten Jahrmarkt. 1790 eröffnete eine jüdische Gemeindeschule.
Während der Franzosenkriege besetzten die Franzosen in den Jahren 1805 und 1809 das Städtchen. 1824 erwarb Joseph Edler von Hopfen Mißlitz, 1846 erbte dessen Enkel und Präsident des Abgeordnetenhauses Franz Xaver Ritter von Hopfen den Besitz. Gleich dreimal im 19. Jahrhundert (1832, 1836 und 1849) wütete die Cholera in dem Städtchen. Als erster Jude der Habsburger Monarchie erhielt der Mißlitzer Schlosser Raphael König 1831 seinen Meisterbrief.
Im Jahre 1835 umfasste die im Znaimer Kreis gelegene Allodialherrschaft Mislitz mit dem angeschlossenen Gut Lodenitz den Markt Mislitz sowie die Dörfer Böhmdorf, Damnitz, Kaschnitzfeld, Lodenitz, Socherl und Wenzelsdorf. Der an drei Seiten von Hügeln umgebene Markt Mislitz bzw. Myroslaw bestand aus 144 christlichen Häusern, in denen 795 Personen lebten. Zur Judengemeinde gehören 119 systemische Familien mit 706 Personen, die in 88 Häusern lebten. Im Ort gab es ein herrschaftliches Schloss; in der Israelitengemeinde eine Synagoge, eine jüdische Schule und ein Wirtshaus. Unter herrschaftlichen Patronat standen die dem Wolframitzer Dekanat unterstellte Pfarre, die Pfarrkirche St. Peter und Paul sowie die Schule. Mislitz war Pfarrort für Böhmdorf, Socherl, Wenzelsdorf, Kaschnitzfeld und Knönitz. Bis zur Mitte des 19. Jahrhunderts war Mislitz der Amtsort der gleichnamigen Allodialherrschaft.
Nach der Aufhebung der Patrimonialherrschaften bildete Mislitz / Míroslava ab 1849 eine Marktgemeinde im Gerichtsbezirk Mährisch Kromau. Das Judenviertel bildete eine eigene Gemeinde. Im Jahre 1850 lebten in der Marktgemeinde 1817 Menschen. Ab 1869 gehörten die Marktgemeinde und die Israelitengemeinde Misslitz zum Bezirk Mährisch Kromau. Im Rahmen des Bahnausbaues in der 2. Hälfte des 19. Jahrhunderts wurde 1869 bei Socherl der Bahnhof Misslitz errichtet. 1899 wurde der Ort Böhmdorf und auch 1908 Wenzeldorf eingemeindet. Besitzer des Schlosses wurde 1893 der Wiener Zuckerbaron Hardt-Stummer von Tavarnok und ab 1911 seine Tochter Amalie. Nach dem Ersten Weltkrieg, der 92 Mißlitzer das Leben kostete, zerfiel der Vielvölkerstaat Österreich-Ungarn. Einer der Nachfolgestaaten von Österreich-Ungarn war die Tschechoslowakei, die jene deutschsprachigen Gebiete Böhmens, Mährens und Österreichisch-Schlesiens für sich beanspruchte, die seit Ende 1918 als Deutschösterreich galten. Der Vertrag von St. Germain sprach diese strittigen Territorien gegen den Willen der dortigen deutschen Bevölkerung der Tschechoslowakei zu. Damit fiel auch Mißlitz, das 1910 zu mehr als 76 % von Deutschsüdmährern bewohnt war, an den neuen Staat. Maßnahmen folgten wie die Bodenreform und die Sprachenverordnung. Viele Güter wurden teilenteignet und hauptsächlich an tschechische Kleinbauern und Arbeiter verpachtet. Dadurch kam es verstärkt zum Zuzug von Siedlern und Beamten mit tschechischer Nationalität, deren Bevölkerungsanteil ist zwischen den Volkszählungen 1910 und 1930 um 235 % gestiegen. Beim Zensus von 1921 lebten in den 845 Häusern des Marktes Misslitz 4074 Personen, darunter 2039 Tschechen, 1817 Deutsche und 99 Juden. Die selbständige Israelitengemeinde Misslitz / Miroslav židovská obec bestand aus 83 Häusern mit 299 Einwohnern, darunter 180 Deutsche, 63 Tschechen und 42 Juden. Am 20. September 1923 wurde die Nachbarortschaft Deutsch-Knönitz nach Mißlitz eingemeindet, aber eine weitere Eingemeindung (Bochtitz) verhindert, um die tschechische Mehrheit zu erhalten.  1924 wurde die Israelitengemeinde Misslitz eingemeindet. Im selben Jahr erhielt die Marktgemeinde wieder einen deutschen Bürgermeister, weil sich die jüdischen Vertreter der deutschen Fraktion anschlossen. In den Jahren 1929 und 1930 gestellte Anträge auf eine Erhebung zur Stadt blieben erfolglos. Die wachsenden Autonomiebestrebungen der Deutschen führten zu Spannungen innerhalb des Landes und im Weiteren zum Münchner Abkommen, das die Abtretung der sudetendeutschen Gebiete an Deutschland regelte. Zwischen 1938 und 1945 gehörte Mißlitz zum Kreis Znaim im Reichsgau Niederdonau. Während der Zeit des Nationalsozialismus wurde die jüdische Gemeinde zerschlagen und nur ein geringer Teil der Juden überlebte die Deportation in Konzentrationslager.
Bei einem Bombardement im Mai 1945 wurde Mißlitz schwer beschädigt und das jüdische Viertel weitgehend vernichtet. Im Zweiten Weltkrieg hatte der Ort 272 Opfer zu beklagen. Nach Kriegsende wurden die an das Deutsche Reich abgetretenen Territorien wieder der Tschechoslowakei zugeordnet. Durch die einsetzenden Schikanen und Folterungen durch militante Tschechen und nationale Milizen kamen drei Zivilpersonen zu Tode. Viele deutsche Bürger flohen vor diesen Nachkriegsexzessen über die nahe Grenze nach Österreich. Bis auf 63 Personen wurden die noch vorhandenen deutschen Bewohner von Mißlitz 1946 zwangsausgesiedelt. Aufgrund der Beneš-Dekrete 108 wurde das Vermögen der deutschen Einwohner konfisziert. Von den Vertriebenen verblieben ca. 30 Familien in Österreich, der Großteil wurde nach Baden-Württemberg transferiert, und 20 Personen wanderten in die USA aus.
1950 hatte Miroslav 2252 Einwohner und erhielt 1965 Stadtrechte. Seit 1999 führt die Stadt ein neues Wappen und Banner.

## Wappen und Siegel
Mit der Markterhebung im Jahre 1533 erhielt Mißlitz sowohl ein Siegel als auch ein Wappen. Das Siegel zeigt innerhalb der Umschrift „SIGILL VM: DES MARCKS:MISLITZ“ einen gespaltenen Schild, darin vorne einen halben Adler und hinten einen Rebzweig mit zwei Trauben.
Das Wappen war anfangs Rot mit einem halben silbernen Adler und zwei natürlichen Weintrauben. In den darauffolgenden Jahrhunderten änderten sich die Farben des Wappens je nach Herrschaftsbesitzer. Die letzte Änderung erfolgte im Jahre 1965 durch den tschechischen Nationalausschuss. Inzwischen wurde aber empfohlen, zu den ursprünglichen Farben zurückzukehren.

## Bevölkerungsentwicklung
| Volkszählung | Einwohner gesamt | Volkszugehörigkeit der Einwohner | Volkszugehörigkeit der Einwohner | Volkszugehörigkeit der Einwohner |
| Jahr         | Einwohner gesamt | Deutsche                         | Tschechen                        | Andere                           |
| ------------ | ---------------- | -------------------------------- | -------------------------------- | -------------------------------- |
| 1880         | 3520             | 2596                             | 907                              | 17                               |
| 1890         | 3719             | 2586                             | 1100                             | 33                               |
| 1900         | 3988             | 2370                             | 1590                             | 28                               |
| 1910         | 4148             | 3163                             | 964                              | 21                               |
| 1921         | 4074             | 1817                             | 2039                             | 218                              |
| 1930         | 4417             | 1960                             | 2273                             | 184                              |

## Ortsgliederung
Die Stadt Miroslav besteht aus den Ortsteilen Kašenec (Kaschnitzfeld) und Miroslav (Mißlitz) sowie den Ortslagen Václavov (Wenzelsdorf) und Pemdorf (Böhmdorf).

## Partnerstädte
- Bělá pod Bezdězem, Tschechien
- Svätý Jur, Slowakei[15]

## Sehenswürdigkeiten
- Zámek Miroslav (Schloss Mißlitz), seit 1384 als Wasserfeste nachweisbar und zu Beginn des 16. Jahrhunderts unter Sigismund Valecký von Mirov im Renaissancestil umgebaut
- Katholische Pfarrkirche St. Peter und Paul (1239), Barockbau aus dem Jahre 1729
- Reformierte Kirche, die turmlose Kirche entstand 1846 nach dem Toleranzedikt
- Jüdischer Friedhof
- Evangelische Kirche (1846)
- Kulturhaus, frühere Synagoge
- Kaiser-Franz-Josef-Denkmal (1908), 1918 von Tschechen zerstört
- Rathaus (1914)
- Glockenturm von Kašenec (Kaschnitzfeld)
- Gedenkstein für die Opfer des Bombardements vom 7. Mai 1945
- Statuen des Hl. Florian und Johannes von Nepomuk
- Weinkeller
- Stahlplastik Radost von Pavel Krbálek, das 12 m hohe Kunstwerk wurde 2001 aufgestellt
- Kloster der Hedwigschwestern, Filiale des Mutterhauses in Frischau, mit vier Nonnen

## Persönlichkeiten

### Söhne und Töchter der Stadt
- Isidor Neumann Edler von Heilwart (1832–1906), Dermatologe und Syphilidologe
- Armin Brunner (1861–1929), Journalist und Schriftsteller
- Ernst Müller (1880–1954), Zionist und Anthroposoph
- Karl Ruzicka (* 1890), Oberst und Ritter des Militär-Maria-Theresia-Ordens
- Klemens Kramert (1909–1979), Geistlicher und Sprecher der sudetendeutschen Priester Österreichs
- Pavel Krbálek (* 1928), Bildhauer
- Siegfried Wagner (1937–2018), Luftfahrtingenieur und Professor für Maschinenbau

### In der Stadt lebten und wirkten
- Johann Jahn (1750–1816), katholischer Theologe und Orientalist, war Pfarrer in Mißlitz
- Raphael König (* 1808 in Edelspitz; † 1894 in Mißlitz), der Schlosser wurde 1831 als erster Jude der k.u.k. Monarchie zum Meister geschlagen

## Brauchtum
Reiches Brauchtum bestimmte den Jahresablauf der 1945/46 vertriebenen, deutschen Ortsbewohner:
- Der Ortskirtag fand immer am 2. Sonntag im September für 3 Tage statt.
- Die Wallfahrt nach Maria Dreieichen zu Pfingsten.
- Die Wallfahrt nach Lechwitz am Sonntag nach dem 2. Juli, Mariä Heimsuchung.
- Zur traditionellen Sonnwendfeier (21. Juni) pilgerte Alt und Jung auf den Markusberg.

### Genus der Stadt
Obwohl der Stadtname Miroslav an den gleich lautenden tschechischen männlichen Vornamen Miroslav erinnert, ist im Tschechischen der Name der Stadt grammatikalisch weiblich, ähnlich wie etwa bei (Mladá Boleslav). Deshalb heißt die Nachbarortschaft auch Suchohrdly u Miroslavi.

## Quelle
- Georg Dehio, Karl Ginhart: Handbuch der deutschen Kunstdenkmäler in der Ostmark. Anton Schroll & Co, 1941, Mißlitz S. 335.
- Johann Zabel: Kirchlicher Handweiser für Südmähren. 1941, Generalvikariat Nikolsburg, Mißlitz S. 62
- Felix Bornemann: Kunst und Kunsthandwerk in Südmähren. (1990), Mißlitz S. 20
- Bruno Kaukal: Die Wappen und Siegel der südmährischen Gemeinden. (1992), Mißlitz S. 140f
- Alfred Schickel, Gerald Frodl: Geschichte Südmährens. Band 3: Die Geschichte der deutschen Südmährer von 1945 bis zur Gegenwart. Südmährischer Landschaftsrat, Geislingen an der Steige 2001, ISBN 3-927498-27-0, S. 265 f. (Mißlitz).
- Walfried Blaschka, Gerald Frodel: Der Kreis Znaim von A bis Z. (2009)